# Tatarenhut

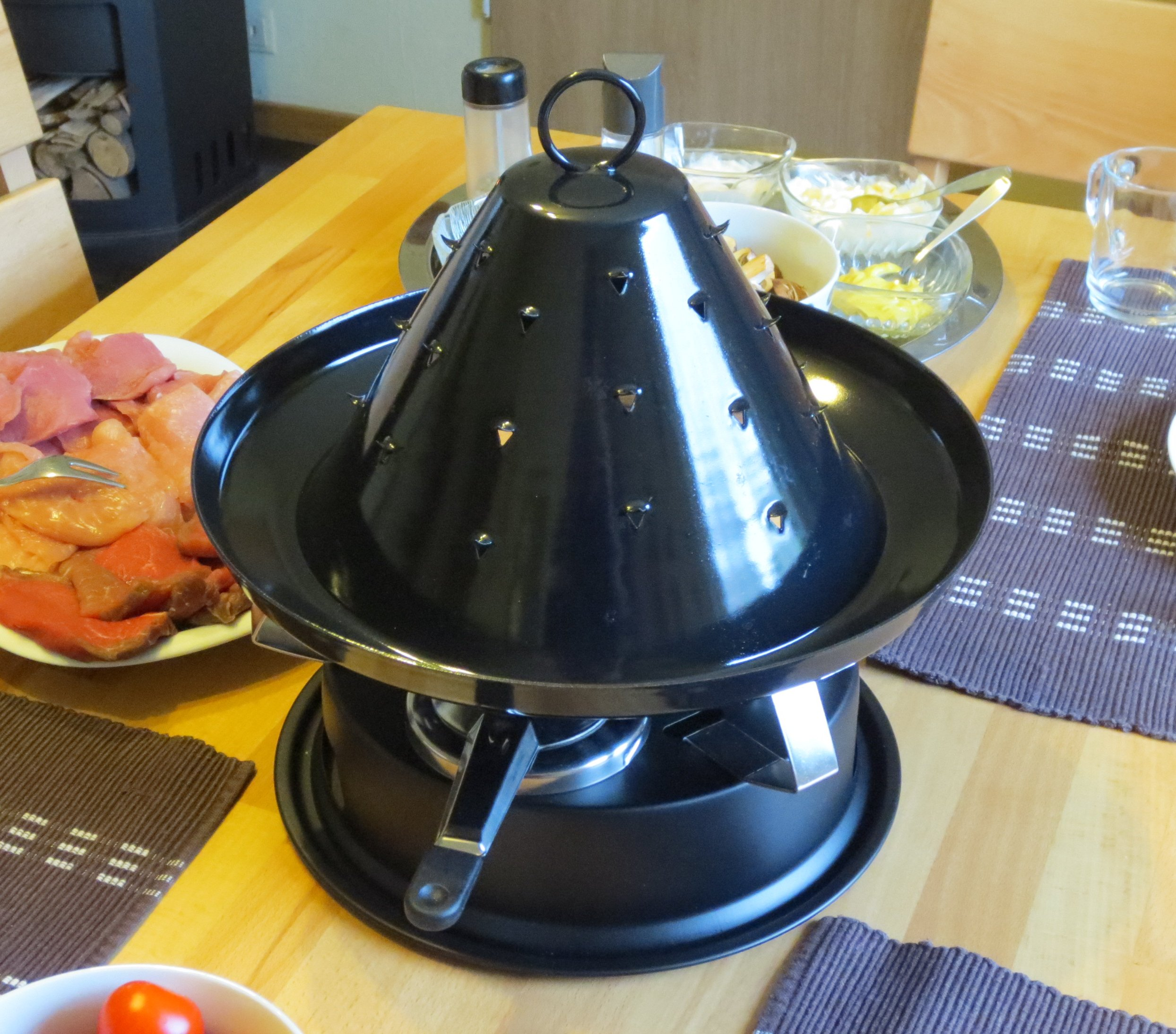
Tatarenhut, hier mit Pastenbrenner

Ein Tatarenhut ist ein besonderes Fonduegerät in der konischen Form eines traditionellen Hutes der Tataren. Der Hut besteht aus hitzebeständigem Stahlblech, über dessen Außenseite in gleichmäßigen Abständen von mehreren Zentimetern Stahlspitzen oder -noppen verteilt sind. Am unteren Rand des Kegels befindet sich als „Hutkrempe“ eine umlaufende, angeschweißte Saftrinne.
Der Tatarenhut wird vielfach in der Schweiz, in Österreich und in Sachsen verwendet und dort auch von einigen Restaurants angeboten.
Im Handel befinden sich verschiedene Geräte: 
- In der ursprünglichen und heute noch bestehenden Version wird der Tatarenhut mit Holzkohle befeuert. Der Vorteil dieser Ausführung liegt in der gleichmäßigen Hitzeveteilung über die gesamte Fläche des Hutes.
- Beheizung durch drei mit Brennpaste oder Flüssigspiritus betriebene Brenner wie bei einem Rechaud oder Fonduegerät.
- Elektrisch betriebene Tatarenhüte, die auch für Raclette benutzt werden können.[2]

## Verwendung
Fleisch, Fisch, Gemüse und Pilze werden in mindestens zwei Millimeter dicke Scheiben geschnitten. In die Saftrinne wird eine Bouillon eingefüllt. Oft wird auch fein geschnittenes rohes Gemüse in die Saftrinne hinzugefügt. Man hängt das Grillgut an die Stahlspitzen des erhitzten Hutes und gart seine eigene Mahlzeit. Die Bouillon in der Rinne des Hutes wird während der Benutzung des Geräts mit dem heruntertropfenden Saft des Garguts angereichert. Zum fertigen Gargut werden Soßen, weiteres Gemüse sowie Beilagen wie Cornichons, Silberzwiebeln und Brot serviert.